# Carsia paludata
Carsia paludata là một loài bướm đêm trong họ Geometridae.